# Massif de montagnes

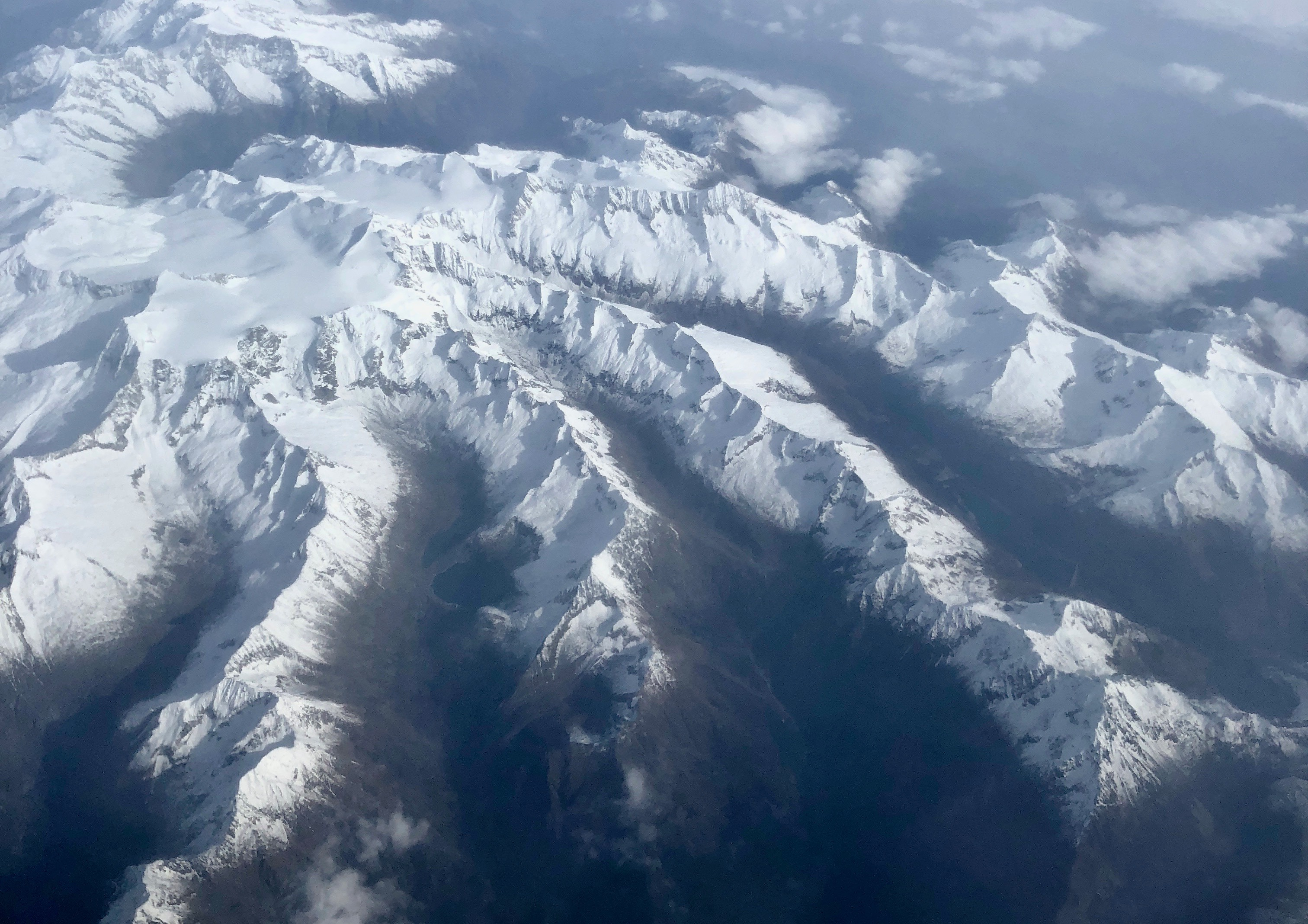
Vue du massif de montagnes d'Adamello.

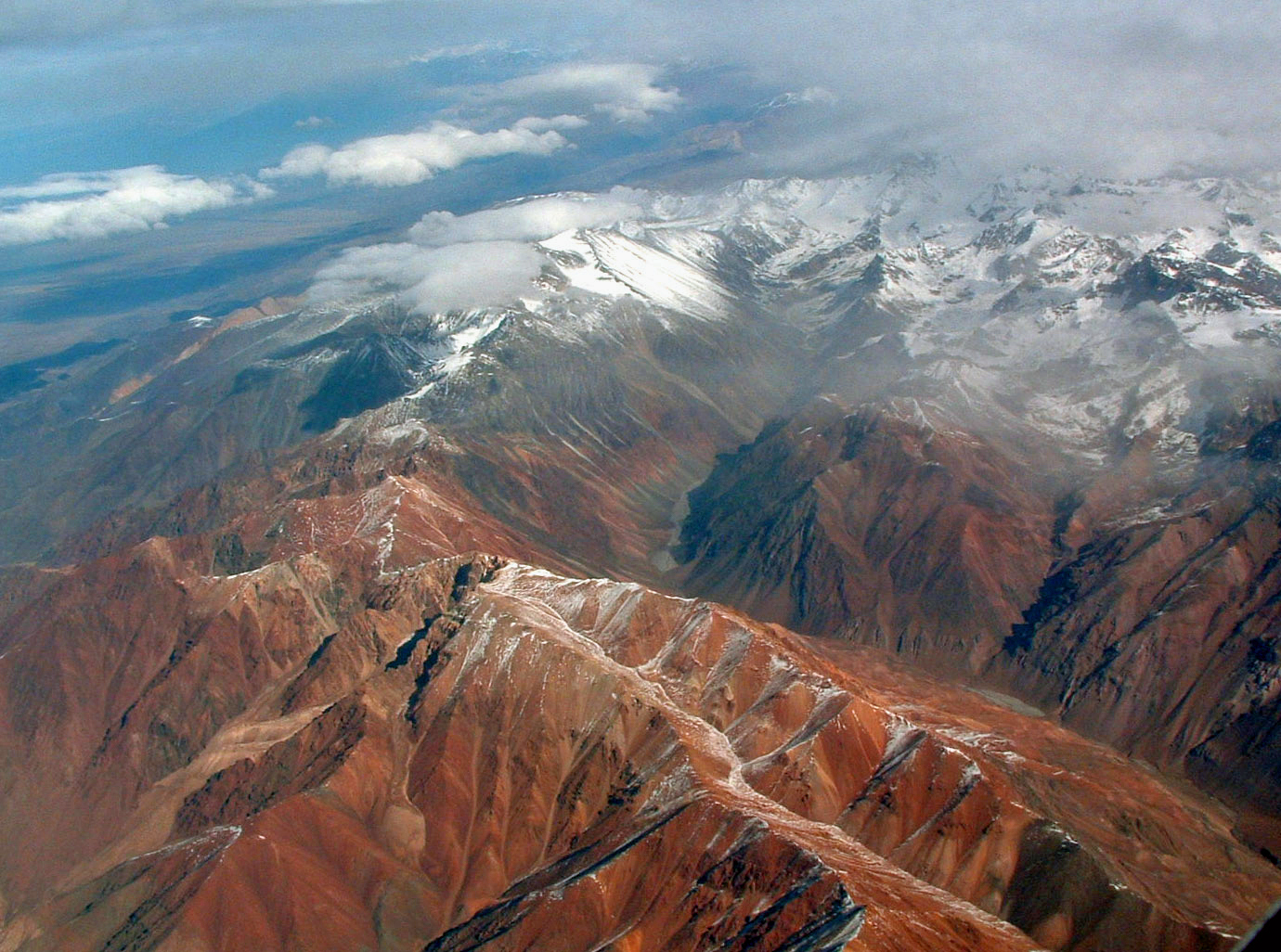
Vue d'un massif de montagnes dans les Andes.

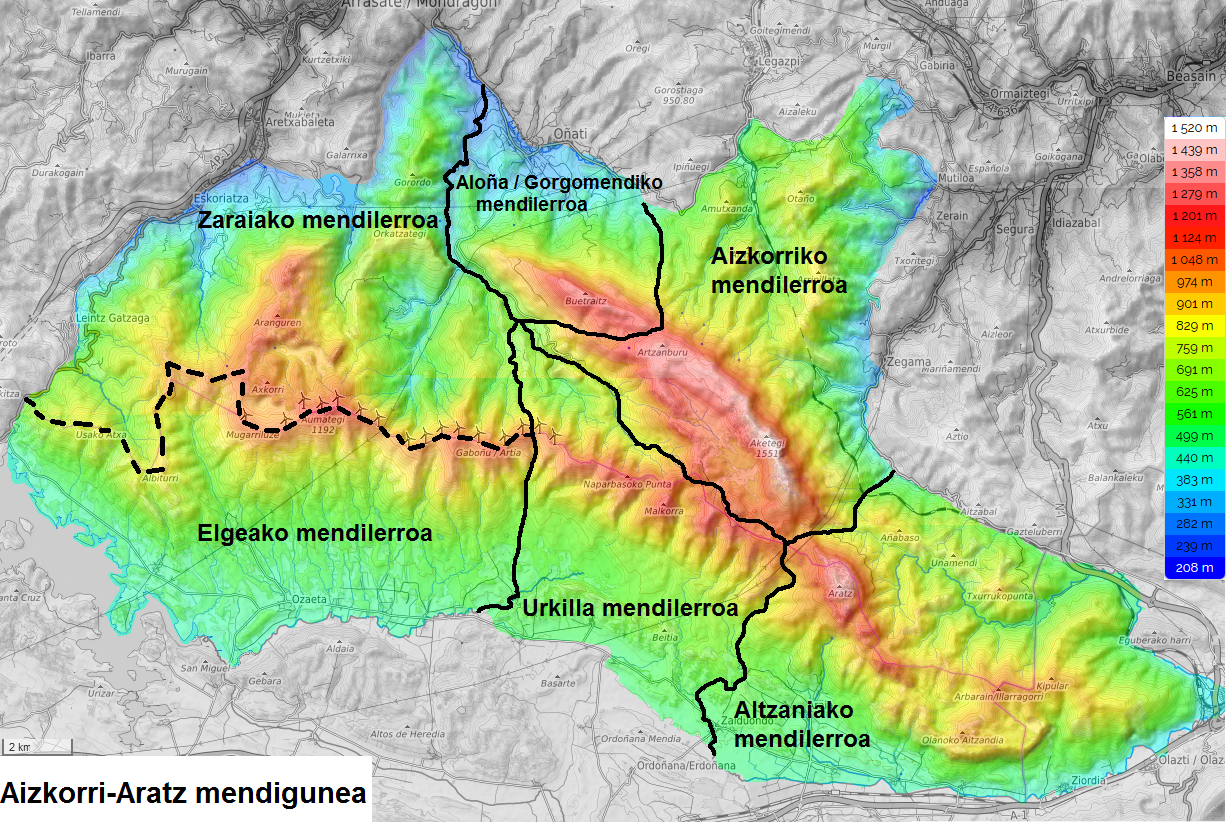
Massif d'Aizkorri-Aratz qui comprend les massifs d'Aizkorri (Aloña), Altzania, Urkilla, Elgea et de Zaraia.

Un massif de montagnes, ou massif montagneux, est un ensemble de montagnes formant un bloc continu qui suit une ligne de crête, et s'oppose à une chaîne de montagnes. Il présente la particularité de former un ensemble de reliefs continus, séparé souvent par des rivières, des vallées, entourés d'abîmes ou des reliefs distincts,.

## Définition
Le massif peut faire partie d'une chaîne de montagnes comme les Alpes qui regroupent dans leur ensemble une centaine de massifs de montagnes tels que le massif du Mont-Blanc, le massif de la Vanoise ou le massif des Écrins.
On utilise parfois le mot sierra dans les pays hispanophones.
Ne pas confondre avec le massif rocheux, un ensemble géologique qui se distingue morphologiquement, structuralement et pétrographiquement de son contexte, distinct aussi d'une chaîne de montagnes par sa forme massive, lorsque ses dimensions horizontales sont peu différenciées (voir Liste de massifs et chaînes de montagnes sur Terre) ; on parlera ainsi du massif vosgien, mais de la chaîne pyrénéenne.